# Алексамен
Алексамен (др.-греч. Ἀλεξαμενός) — древнегреческий военачальник. В 196 году до н. э. занимал должность стратега Этолийского союза.
В 192 г. до н. э. во время войны против Набиса, когда этолийцы решили поставить под свой контроль Спарту, Халкиду и Деметриаду, Алексамен с отрядом в 1 тысячу воинов прибыл в Спарту под предлогом оказания военной помощи. Однако вместо оказания помощи он убил спартанского тирана Набиса во время военного смотра. После этого спартанцы взялись за оружие и истребили этолийский отряд весь до последнего человека. 
В обстановке возникшего хаоса в Спарту вторгся ахейский отряд под командованием Филопемена, который поставил Спарту под свой контроль и заставил ее вступить в Ахейский союз.